# Rune (prénom)
Pour les articles homonymes, voir Rune.
Rune est un prénom masculin scandinave dérivé du vieux norrois rún « secret ». Il se rencontre principalement en Norvège et dans les îles Féroé, parfois sous sa variante Rúni. En dehors des pays nordiques, il peut également se rencontrer aux Pays-Bas et en Belgique, principalement en Flandre.

## Personnalités portant ce prénom
- Pour l'ensemble des articles sur les personnes portant ce prénom, consulter :
  - la liste des articles dont le titre commence par ce prénom
  - les listes produites par Wikidata : Liste des personnes de prénom « Rune » — même liste en incluant les éventuels prénoms composés qui contiennent « Rune ».